# 陈乃华
陳乃華（1926年—），中國教育部国家语委纪检组长、国家语委党组成员。1986年全國語言文字工作會議副秘書長。